# Phenacobrycon
Phenacobrycon is een monotypisch geslacht van straalvinnige vissen uit de familie van de karperzalmen (Characidae).

## Soort
- Phenacobrycon henni (Eigenmann, 1914)